# Quatrième socle de Trafalgar Square
Le quatrième socle de Trafalgar Square ((en)  Fourth Plinth ) est l'un des quatre piédestaux situés en chacun des coins de Trafalgar Square, place publique de Londres, capitale du Royaume-Uni. Socle de l'angle Nord-Ouest, il a la particularité de ne porter aucune statue.

## Histoire
Une statue équestre du roi Guillaume IV du Royaume-Uni devait à l'origine être érigée sur le socle. Depuis 1999, différentes sculptures et œuvres d'art sont temporairement installées sur celui-ci.

## Réalisations contemporaines
En 2010, l'artiste Yinka Shonibare commissionné par l'Autorité du Grand Londres, produit Nelson's Ship in a Bottle (en), une sculpture de 5 mètres de long. L'œuvre est ensuite transférée  en 2012 au National Maritime Museum.
Le 25 juillet 2013, il fut installé un coq bleu de 4,7 m de haut. Ce coq a été réalisé par l'artiste allemande Katharina Fritsch qui y voit « un symbole du renouveau, du réveil et de la force ». Cependant, cette œuvre est critiquée et la Thorney Island Society (une association de défense du patrimoine) y voyant un symbole du chauvinisme français.
Après qu'un membre de la milice terroriste État islamique a détruit un authentique Lamassu en pierre avec une perceuse à percussion en 2015, l'artiste irako-américain Michael Rakowitz recrée en 2018 ce démon protecteur de la Mésopotamie antique. Le Lamassu est composé de 10 500 boîtes de sirop de dattes irakiennes vides, représentatives d'une industrie autrefois réputée décimée par les guerres en Irak. Pour faire référence aux biens culturels perdus et détruits de l'Irak et rappeler ce qui n'existe plus sur Terre, son œuvre d'art, The Invisible Enemy Should Not Exist, est placée sur le « quatrième socle ».